# Davidovac (gmina Svrljig)
Davidovac (cyr. Давидовац) – wieś w Serbii, w okręgu niszawskim, w gminie Svrljig. W 2011 roku liczyła 133 mieszkańców.